# Web-Präsentation
Als Web- oder Internet-Präsentation (IP) bezeichnet man die Darbietung von Informationen gegenüber einem Publikum über ein IP-basiertes Netzwerk, insbesondere unter Verwendung von Streaming Media über das Internet. Im einfachsten Fall kann es sich (im allgemeinen Sprachgebrauch) jedoch auch um eine schlichte Homepage handeln.
Typische Internet-Präsentationen sind Web-basiert, bestehen manchmal aus Framesets oder mehreren Bildschirmbereichen und enthalten multimediale Elemente, insbesondere Streaming Audio oder Streaming Video; die einzelnen Komponenten werden mit der Synchronized Multimedia Integration Language (SMIL) synchronisiert und gesteuert.

## Anwendungen
Anwendungsbeispiele im Bereich von B2B sind die Übertragung von Hauptversammlungen, IPO-PK sowie Bilanzpresse- oder Analystenkonferenzen, die Übertragung von Kongressen, sowie Schulungen und Trainings. Dabei läuft typischerweise in einem Bildschirmbereich der gestreamte Beitrag, daneben eine Folienpräsentation oder beispielsweise ein detailliertes Standbild, das mit dem kontinuierlichen Datenstrom synchronisiert ist. Ergänzend kann in einem weiteren Bildschirmbereich ein Transkript des gesprochenen Textes oder eine Übersetzung wiedergegeben werden. Beim On-Demand-Streaming ist es darüber hinaus noch möglich, innerhalb der Präsentation zu navigieren, also beispielsweise einen Konferenzbeitrag zu überspringen oder zu wiederholen.